# Martha Stewart (actrice)
Pour les articles homonymes, voir Martha Stewart (homonymie) et Stewart.
Martha Ruth Stewart Shelley (née Haworth, 7 octobre 1922 – 17 février 2021), dite Martha Stewart, est une actrice américaine, connue pour avoir joué Mildred Atkinson dans Le Violent (1950) aux côtés de Humphrey Bogart.

## Biographie
Elle naît à Bardwell, le 7 octobre 1922. Sa famille part à Brooklyn pendant son enfance. Elle suit ses études à la New Utrecht High School et obtient son diplôme en 1939,. Elle chante sur NBC avec Glenn Miller, Harry James et Claude Thornhill, Elle est recrutée par un découvreur de talents hollywoodiens après une apparition au Stork Club de Manhattan,.
Stewart débute au cinéma dans Doll Face (1945) aux côtés de Vivian Blaine et chante en duo avec Perry Como. Elle figure ensuite dans Johnny Comes Flying Home (1946) aux côtés de Richard Crane, puis dans Embrassons-nous (1947) avec June Haver. L'année suivante, elle joue avec Donald O'Connor dans Faisons les fous. Elle apparaît aussi à Broadway dans la comédie musicale Park Avenue (en) de 1946 à 1947,.
Un de ses rôles les plus connus est celui d'une victime de meurtre, Mildred Atkinson, dans le classique Le Violent (1950). Le film est considéré comme l'une des plus belles performances d'Humphrey Bogart. La même année, on la voit dans La loi des bagnards (en) (Convicted) avec Glenn Ford et Broderick Crawford. Elle joue ensuite dans Aaron Slick from Punkin Crick (en) (1952) aux côtés d'Alan Young et Dinah Shore. Elle paraît à la télévision comme co-animatrice de Those Two de 1952 à 1953 et dans un épisode de The Red Skelton Show en 1954. Près d'une décennie s'écoule avant qu'elle n'apparaisse dans l'épisode A Nice Touch de Alfred Hitchcock présente. Son dernier rôle est dans Surf Party (en) (1964), après quoi elle prend sa retraite,.
Elle a été mariée au chanteur et comédien Joe E. Lewis pendant deux ans. Le mariage s'est terminé par un divorce en 1948. Elle a été mariée à l'acteur et comédien George O'Hanlon (en) de 1949 à 1952. Elle épouse David Shelley en 1955 dont elle partage la vie jusqu'à sa mort en 1982. Le couple a trois enfants, dont l'un, le chanteur David Shelley (en), meurt avant elle en 2015.
Elle a fait l'objet d'une nécrologie erronée en 2012, publiée par le site Internet du magazine Variety alors qu'elle vivait en Californie sous le nom de Martha Shelley. Elle est décédée le 17 février 2021, à l'âge de 98 ans,.

## Filmographie
| Année | Titre                               | Rôle             |
| ----- | ----------------------------------- | ---------------- |
| 1945  | Doll Face ,                         | Frankie Porter   |
| 1946  | Johnny Comes Flying Home (en),      | Anne Cummings    |
| 1947  | Embrassons-nous,                    | Lulu Madison     |
| 1947  | Femme ou Maîtresse,                 | Marie Angélus    |
| 1948  | Faisons les fous,                   | Lapin La Fleur   |
| 1950  | Le Violent,                         | Mildred Atkinson |
| 1950  | La loi des bagnards (en),           | Bertie Williams  |
| 1952  | Aaron Slick from Punkin Crick (en), | Soubrette        |
| 1964  | Surf Party (en),                    | Pauline Lowell   |

## Télévision
- Alfred Hitchcock présente – "A Nice Touch" (1963)[6]
- The Red Skelton Show – Épisode #4.8 (1954)[5]
- Those Two – Co-animatrice (1952-1953)[4]
- Cavalcade of Stars (en) – Épisode #3.16 (1951) [13],[9],[10]